# خريطة قياس الأعماق
خريطة قياس الأعماق (بالإنجليزية: bathymetric chart) هي الخريطة الطبوغرافية للمياه العميقة. تصمم خرائط الأعماق بهدف تقديم وصف دقيق قابل للقياس، وعرض مرئي للأراضي المغمورة بالمياه.

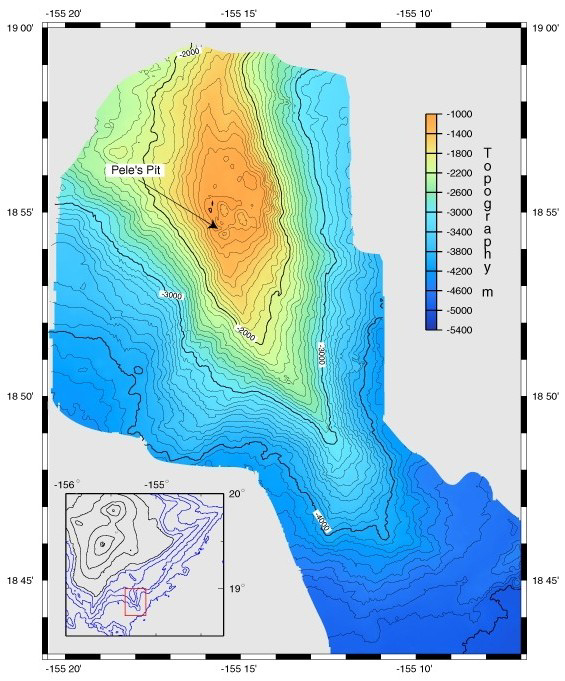
خريطة أعماق

## علاقتها بالخرائط الطبوغرافية
في بعض الحالات، يتم دمج خرائط الأعماق مع الخرائط الطبوغرافية على نفس المقياس والإسقاط لنفس المساحة الجغرافية. الفرق الوحيد هو القيم التي تبدأ في الزيادة بعد نقطة الصفر عند مستوى سطح البحر. الخريطة الطبوغرافية للجبال لها قيم كبيرة في الوقت الذي تكون فيه القيم الكبيرة في خرائط الأعماق للأعماق الكبيرة. وببساطة، فإن الغرض من خريطة الأعماق هو إظهار الأرض إذا أزيلت المياه المغطية لها، بنفس طريقة الخريطة الطبوغرافية.
تختلف خرائط أعماق عن خرائط المسح البحري، التي تهدف إلى توفير عرض دقيق لسمات المياه العميقة بينما تتطلب خرائط المسح البحري توضيح مناطق الملاحة الآمنة.

## علم المساحة البحري
خرائط الأعماق هي فئة جزئية من علم المساحة البحرية. ويختلفان قليلاً عن المسوح البحري في تطبيقاتها المحدودة وأنها تـُجرى من قِبل وكالات وطنية ودولية مكلفة بانتاج خرائط ومنشورات للملاحة الآمنة. المنتج الخرائطي يسمى «خريطة ملاحية» أو «خريطة بحرية» hydrographic chart بتحيز كبير لتقديم معلومات السلامة الأساسية.
ترتبط مسوحات قياس الأعماق بعلم المحيطات وخاصة الجيولوجيا البحرية، وهندسة تحت الماء والأغراض المتخصصة الأخرى.
يمكن أيضاً تحويل خرائط الأعماق إلى ملفات قياس أعماق.

## خرائط الأعماق المجانية

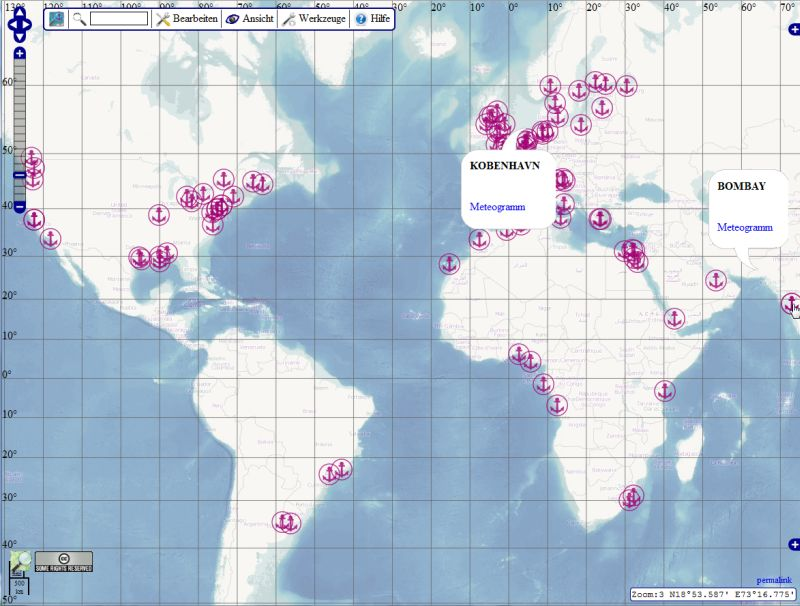
خريطة أعماق من أوبن سي ماب

تتيح أوبن سي ماب خرائط أعماق للعالم. من عمق 10'000 متر إلى 100 متر، بتكبير منخفض في 23 درجة من اللون الأزرق وظـِل روابي، وبمستويات تكبير عالي بخطوط أعماق.

## وصلات خارجية
- 3-D Bathymetric Chart Activity: An introduction to the Nautical Chart
- "The very earliest rendition of a bathymetric map of an oceanic basin. ماثيو فونتين موري published this map in 1853 in his book "Explanations and Sailing Directions to Accompany the Wind and Current Charts ...." NOAA Photo Library.
- General Bathymetric Chart of the Oceans (GEBCO)
- متصفح لخريطة العالم الباثيمترية من مركز البيانات الجيوفيزيائية الوطني نسخة محفوظة 20 فبراير 2014 على موقع واي باك مشين.